# زلو
زلو (انگلیسی: Zello) شرکت نرم‌افزار آمریکایی است، که در سال ۲۰۱۱ تأسیس شد.